# Шморанц, Густав
Густав Шморанц (чеш. Gustav Schmoranz; 16 сентября 1858, Слатиняни, Богемия, Австрийская империя — 21 декабря 1930, Прага, Чехословакия) — чешский театральный деятель, режиссёр, писатель, переводчик, художник, директор Национального театра в Праге. Педагог.

## Биография
Сын архитектора и реставратора Франтишека Шморанца (старшего), брат Франтишека Шморанца (младшего), архитектора, педагога, первого директора Высшей школы прикладного искусства в Праге.
Обучался архитектуре в Чешском техническом университете. Военную службу провел в частях австрийской императорской артиллерии, затем отправился на учебу в Вену, Зальцбург, Инсбрук, Мюнхен, Лондон. Два года учился в École nationale supérieure des Beaux-Arts в Париже.
С 1887 — профессор истории искусства в Высшей школе прикладных искусств в Праге.
Занимался театром, помещал критические статьи и обозрения в журналах «Lumír» и «Zlatá Praha».
В 1892 году, получив государственную стипендию, отправился на Ближний Восток, в Каир. В этот период его увлекало восточное искусство, в первую очередь, керамика и стекло.
В Египте изучил и выполнил очень хорошие копии и имитации арабской керамики. Написал на немецком языке и проиллюстрировал книгу о восточном стекле (Alt-orientalische Glas-Gefässe (Vienna, 1898)).
Освоил несколько языков, перевел ряд трудов зарубежных авторов в области архитектуры и живописи.
С мая 1900 по 1922 год был директором Национального театра в Праге.
Автор сценариев и режиссёр десятка пьес и комедий.
Выйдя на пенсию, вернулся в родной г. Слатиняни, где руководил местным любительским театром, был избран в городской магистрат и т. д.

## Избранные публикации
- Altorientalische Glas-Gefässe. Nach den Original-Aufuahmen des Prof. G. Schmoranz … (1898)
- Old Oriental gilt and enamelled glass vessels extant in public museums and private collections (1899)
- Dvacátý rok národního divadla. 1902—1903 (1903)
- Eduard Vojan, etc (1930).